# William Hector McMillan
Pour les articles homonymes, voir William McMillan et McMillan.
William Hector McMillan (24 janvier 1892-8 septembre 1974) est un homme politique canadien de l'Ontario. Il est député fédéral libéral de la circonscription ontarienne de Welland de 1950 à 1965.

## Biographie
Né à Blenheim en Ontario, McMillan étudie et pratique la médecine. Il entame une carrière publique en tant que maire de Thorold de 1948 à 1950.
Élu lors d'une élection partielle déclenchée à la suite du décès du député et ministre du Travail, Humphrey Mitchell, en 1950, il est réélu en 1953, 1957, 1958, 1962 et en 1963. Il ne se représente pas en 1965.